# Hässleholms sjukhus
Hässleholms sjukhus eller Hässleholms lasarett ligger i Hässleholm i nordöstra Skåne. Sjukhuset har cirka 500 anställda och 130 vårdplatser (2014).

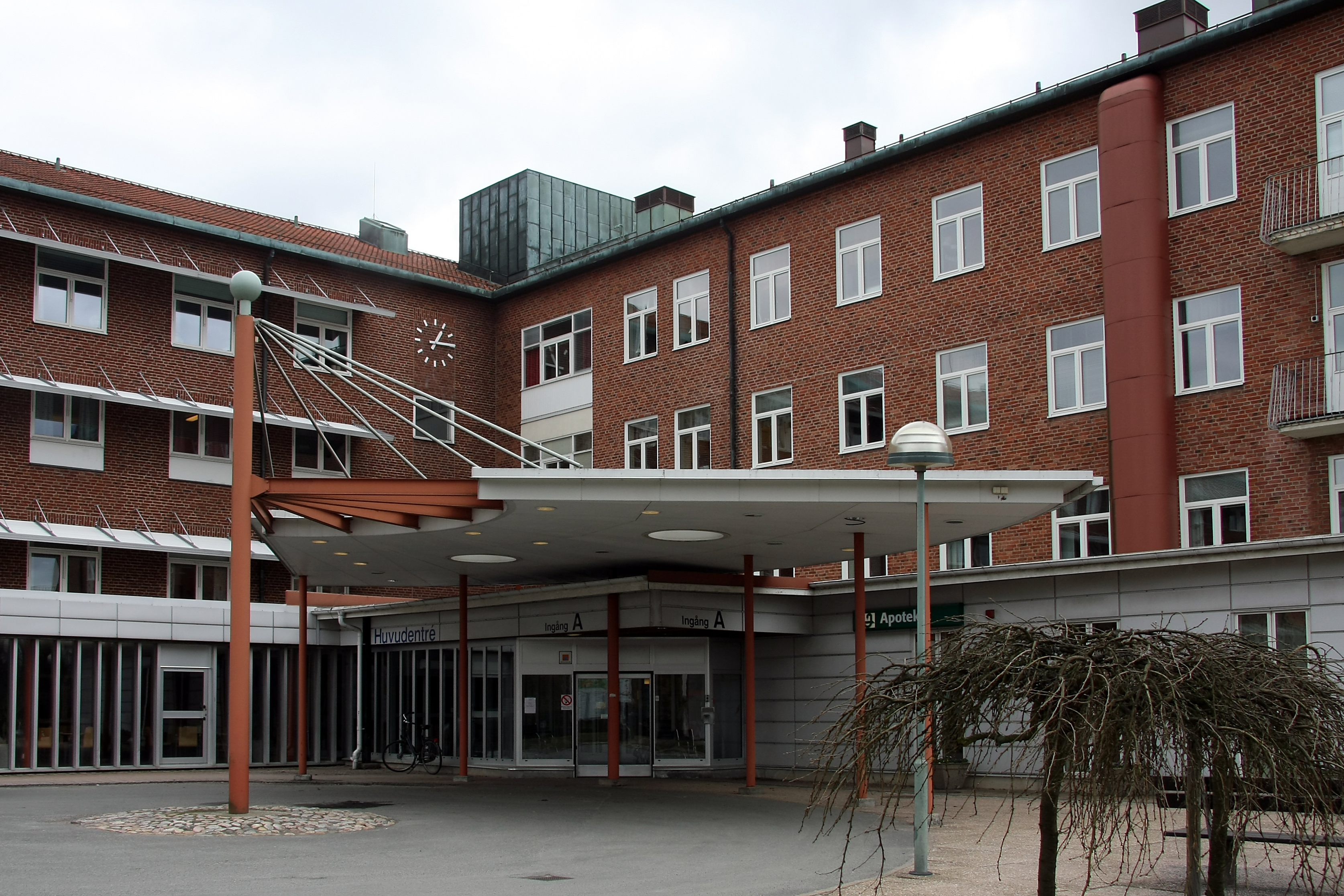
Huvudingången till Hässleholms sjukhus

Sjukhuset ligger i centrum och är ett närsjukhus som erbjuder närsjukvård, rehabilitering och specialiserad vård. Sjukhuset har ett ortopediskt centrum som är ett av Sveriges största när det gäller höft- och knäartroplastikoperationer.
På Hässleholms sjukhus finns operation, mottagningar och vårdavdelningar inom många olika specialiteter. Det finns även en akutmottagning som tar emot patienter med medicinska sjukdomar.
Hässleholms sjukhus ingår, tillsammans med sjukhuset i Kristianstad, i sjukvårdsförvaltningen Skånes sjukhus nordost, som är en av Region Skånes fem hälso- och sjukvårdsförvaltningar.

## Historia
Redan 1865, bara fem år efter de första husen byggdes i stationssamhället, började man fundera över hur sjukvården för de nya invånarna skulle organiseras. Samma år delades länet in i tre sjukvårdsdistrikt, Ängelholm, Kristianstad och Simrishamn, men det nya stationssamhället Hässleholm nämndes inte i denna plan och en motion om att uppföra en sjukstuga med 2-3 vårdplatser avslogs.
Först 1901, då Hässleholm blivit köping fick samhället sin första sjukvårdsinrättning, när en Epidemisjukstuga med tolv vårdplatser byggdes. 1928 övertog dock landstinget all epidemisjukvård och Epidemisjukstugan lades ner och fram till byggandet av lasarettet, kom Skånska Trängkårens sjukhus på T4-området att vara den enda sjukvårdsinrättningen i staden.
Hässleholms lasarett öppnade den 11 mars 1938, efter flera decenniers påtryckningar på landstinget i dåvarande Kristianstad län, som befarade att ett sjukhus i Hässleholm skulle att komma ligga alltför nära landstingets centralsjukhus. Slutligen gav Landstinget upp sitt motstånd, när staden ordnade en bra tomt och drog fram gator och ledningar, allt gratis för landstinget.
Sjukvårdsbehovet var stort i den snabbt växande staden, och det blev kroniska överbeläggningar på sjukhuset, trots dess 100 sängplatser (varav 10 för förlossning). 1949 byggdes sjukhuset ut, delades och blev ett s.k. normallasarett med avdelningar för medicin, kirurgi och röntgen. Sammanlagt 182 vårdplatser, varav 16 på BB och nu hade sjukhuset 167 anställda, varav åtta läkare.
År 1962 tillkom en ny medicinsk vårdavdelning och en utökad röntgenavdelning. En ny byggnad för kirurgisk mottagning, operations- och förlossningsavdelningar stod färdig 1968 och 1969 byggdes en ny centralhall och cafeteria. Nu hade antalet anställda ökat till 378 varav 16 läkare som tillsammans betjänade 325 vårdplatser.
En ny byggnad för tandvården byggdes närmast Göingevallen liksom ett nytt centralkök. Dessa stod klara 1976.
BB lades ned år 1980.